# Charles Camarda
Charles Joseph Camarda (* 8. května 1952 Queens, stát New York, Spojené státy americké) je americký astronaut, který absolvoval v roce 2005 jeden let v raketoplánu Discovery.

## Krátce ze života
Středoškolské vzdělání ukončil roku 1970 na Archbishop Molloy High School, Jamaica, NY, pak pokračoval ve studiu na Polytechnic University of New York. Po absolvování školy v roce 1974 přestoupil na George Washington University a tady studium zakončil v roce 1980. Doktorský diplom získal v roce 1990 na Virginia Polytechnic Institute and State University.
Roku 1996 bydlel ve Virginia Beach a byl svobodný. Toho roku se dostal k NASA do Langley Research Center v Hamptonu a brzy poté absolvoval dvouletý výcvik v Houstonu (Johnson Space Center).
Po svém letu do vesmíru roku 2005 (bylo mu tehdy 53 roků) u NASA zůstal jako jeden z vedoucích pracovníků, byl také v řídícím středisku při komunikaci s dalšími expedicemi.

## Let do vesmíru
Raketoplán Discovery startoval ke svému 31 letu v létě 2005 z Floridy, mysu Canaveral. Bylo to po dvouleté přestávce zaviněné havárií Columbie první let raketoplánu. V posádce byli: Eileen Collinsová, James Kelly, Sóiči Noguči, Stephen Robinson, Andrew Thomas, Wendy Lawrenceová a letový specialista Charles Camarda.
Cílem mise bylo jednak ověřit všechny nové konstrukční novinky, mající za cíl zlepšit bezpečnost letu, a také dopravit zásoby, další přístroje a doplňky na orbitální stanici ISS. Vše se podařilo, posádka absolvovala kvůli splnění úkolů tři výstupy do vesmíru. Mise byla zakončena na základně Edwards v Kalifornii.
Charles J. Camarda je registrován jako 436. člověk ve vesmíru s 13 dny strávenými v kosmu. Mise STS-114 byla katalogizována v COSPARu pod číslem 2005-026A.
- STS-114 Discovery , ISS, start 26. července 2005, přistání 9. srpna 2005.